# Владимирская церковь (Симбирск)
Церковь Владимирской иконы Божией Матери (она же Ильинская, св. пр. Илии) — утраченная православная церковь Симбирской епархии в городе Ульяновске. Построена 1883—1884 годах. Разрушена коммунистами в 1968 году.

## История
Деревянная Владимирская церковь была построена в конце XVII века. Каменная церковь первоначально была построена прихожанами в 1725 году, выстроенной на месте бывших главных крепостных ворот города. Церковь была двухпрестольная, в одной связи с колокольней. В 1832 году колокольня была перенесена на другую сторону улицы и соединена с храмом посредством арки. В 1855 году в трапезной части храма с южной стороны был пристроен придел. После Симбирского пожара 1864 года храм был возобновлён в 1866 году. В 1873—1874 годах была перестроена трапезная тёплая часть храма, а в 1883—1884 годах и холодная. На 1900 год в храме было три престола: главный в честь Владимирской иконы Божьей Матери, в северном трапезном приделе — во имя св. прор. Божьего Ильи и в южном — во имя Архистратига Божьего Михаила. Причт состоял из двоих священников, дьякона и двоих псаломщиков. Церковно-приходская школа была открыта в 1900 году и помещалась в церковном здании.
В 1874 году во Владимирской церкви крестили младшего брата В. И. Ленина — Дмитрия Ульянова.

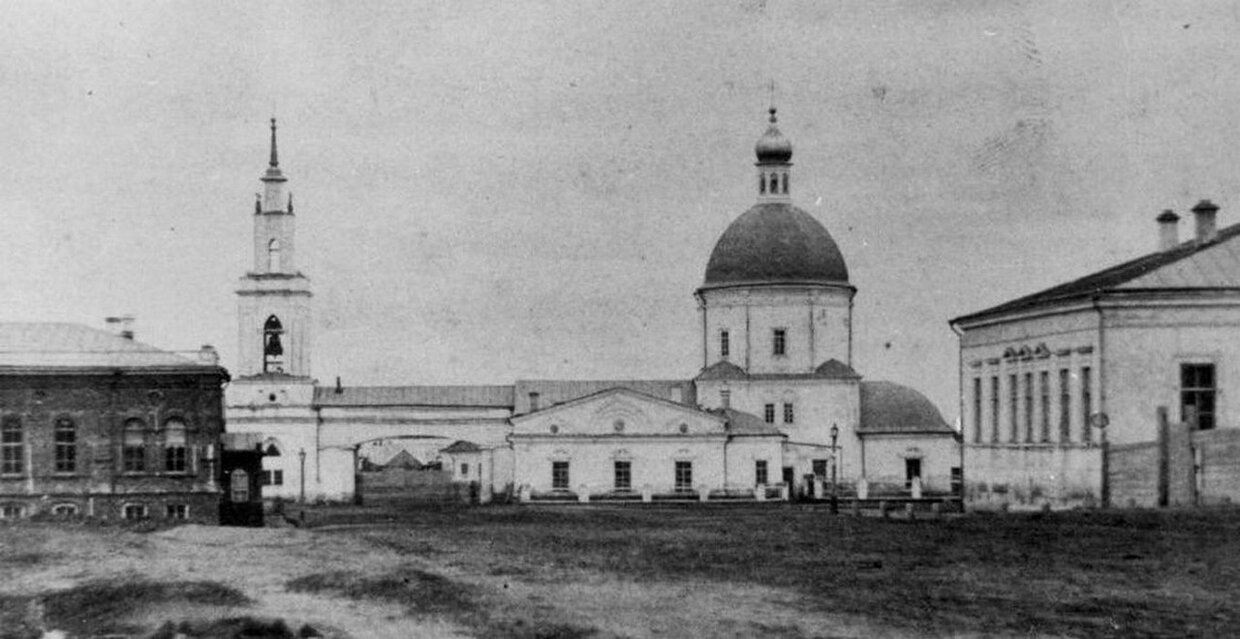
Владимирская (Ильинская) церковь (1870).

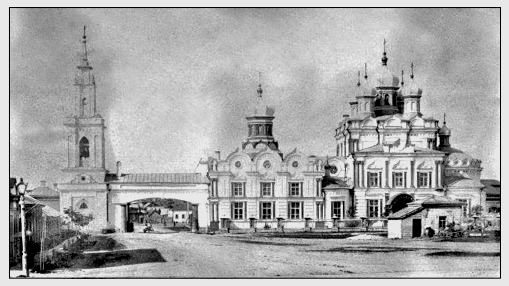
Владимирская (Ильинская) церковь (1900).

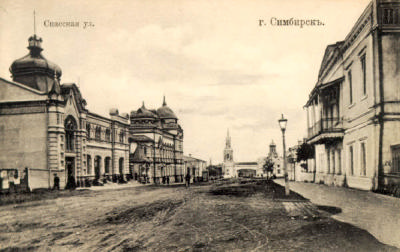
Спасская улица на открытке 1890 года, на дальнем плане — Владимирская церковь.

Храм был закрыт для богослужений в 1932 году.
В 1941 году в пустующем здании разместилась эвакуированная из Витебска чулочно-трикотажная фабрика имени КИМ, сначала под общежитие, а затем — красильный цех.
В июле 1943 года из здания бывшей Владимирской (Ильинской) церкви вынесли оборудование красильного цеха фабрики имени КИМ, привели его в порядок. Здесь состоялось предсоборное совещание иерархов Русской Православной Церкви, на котором митрополит Сергий (Страгородский) был рекомендован к избранию Патриархом Московским и всея Руси.
В 1968—1970 годах на месте бывшей Владимирской церкви был построен Ленинский мемориал, на одной из диарам которого, посвящённой старому Симбирску, изображена эта церковь.

## Описание
Владимирская церковь стояла на Спасской улице так, что её храмовая часть с алтарями и трапезной была на восточной стороне улицы, а колокольня — на западной (Бульвар Пластова); соединялись между собой через улицу крытым надземным каменным переходом в виде пологой арки.
Историко-мемориальное значение церкви связано с тем, что это была самая близкая церковь к Николаевской (Казанской) церкви, расположенной на параллельной улице Стрелецкой (ныне эспланада площади Ленина), с которой вместе она создавала линейный ансамбль. Силуэт церкви хорошо просматривался со стороны этих улицу, домов и их дворовых участков. Значение церкви связано также с её существованием в городе с 1725 года. По преданию, церковь построена прихожанами, кирпичными заводчиками. Ранее севернее церкви размещался густой лес, где впоследствии возникли Мартынова (ныне Улица Радищева) и Шатальная (ныне Корюкина) улицы.

## Духовенство
- диакон Димитрий Федоров (на 1690)[13];
- иерей Аваккум Стефанов (на 1697)[13];
- иерей Назарий Стефанов (на 1728)[14];
- протоиерей П. П. Никольский (с 1853)[15];
- протоиерей Иоанн Павлович Ахматов — с 1911 по 15 декабря 1912 года[16].
- священник Садовский Владимир Петрович (с 1916 года)[17].
- протоиерей Ильинской церкви Алексей Петрович Сурминский (на 1917)[18].

## Святыни
В церкви хранились старинные облачения, пожертвованные великой княгиней Еленой Павловной, а также присланные митрополитом Филаретом (Дроздовым) утварь и богослужебные книги, чудотворный образ Владимирской Божией Матери и напрестольный крест с частицей Ризы Божией Матери и мощами многих святых.